# Zakopianka (Straße)
Die Zakopianka ist eine 102 Kilometer lange polnische Schnell- und Landesstraße, die im Zentrum von Krakau (Rondo Mateczne) beginnt und im Zentrum von Zakopane (Rondo Chramca) endet. Sie verläuft durch die Woiwodschaft Kleinpolen in nord-südlicher Richtung im gebirgigen Gelände der Beskiden (Inselbeskiden), Gorce sowie Pogórze Spisko-Gubałowskie und endet am Fuß der Hohen Tatra im Vortatragraben. Sie umfasst den südlichen Abschnitt der S7, der DK7 sowie die ganze DK47. Am Südrand von Krakau kreuzt die Zakopianka die in West-Ost-Richtung verlaufende Autobahn 4 von Görlitz nach Korczowa.

## Baugeschichte
Von den 102 Kilometern wurden ungefähr fünfzig Kilometer zwei- oder mehrspurig in eine Richtung gebaut. 
Bis 2022 entstand unter dem Luboń Mały der längste Straßentunnel Polens. Das letzte ungefähr zwanzig Kilometer lange Teilstück von Nowy Targ nach Zakopane soll einspurig bleiben. Der Ausbau endete 2018, der Tunnelbau wurde 2022 abgeschlossen.
Die Geschwindigkeitsbegrenzung auf der zweispurigen Schnellstraße beträgt, soweit nicht anders ausgeschildert, 120 km/h und in der einspurigen Fahrtrichtung 100 km/h.

## Wichtige Ortschaften an der Strecke
- Krakau, Straße ulica Zakopiańska (Bonarka, Łagiewniki, Borek Fałęcki)
- Mogilany
- Myślenice
- Pcim
- Lubień
- Jordanów
- Rabka-Zdrój
- Nowy Targ
- Szaflary
- Biały Dunajec
- Poronin
- Zakopane, Straße ulica Kasprowicza

## Nachweise
- Informationsseite